# Cerasus conradinae
Cerasus conradinae là loài thực vật có hoa trong họ Hoa hồng. Loài này được (Koehne) T.T. Yu & C.L. Li mô tả khoa học đầu tiên năm 1986.